# Next Level
Next Level es el décimo álbum de estudio de la cantante japonesa Ayumi Hamasaki, fue lanzado al mercado el 25 de marzo del año 2009.

## Información
Este es el primer álbum de Ayumi Hamasaki que sale a la venta en versión memoria USB, a las pocas horas de estar disponible para reservar, esta versión se agotó, la primera edición se limitó a tan solo 7000 copias. Debido a la demanda de este formato la discográfica decidió realizar una segunda edición pero solo fabricarían los USB que se reservaran.
Incluiría los sencillos de solo dos single "Days/GREEN" y "Rule/Sparkle" dejando su primer sencillo después de Guilty "Mirrorcle World" fuera de este nuevo álbum.
Pese a que el sencillo "Rule/Sparkle" sólo contenía video para Rule, en el álbum se incluye, además de este, otro video para Sparkle
Este será el primer álbum de Ayumi en tener video para la canción que da título al álbum. Ya ocurrió que la canción titulada "Rainbow" tuvo video, pero este no se incluyó en el álbum del mismo nombre.
El tema "Rule" se usó para la banda sonora de la película Dragon Ball Evolution a nivel mundial.

## Lista de canciones
Todas las letras escritas por Ayumi Hamasaki.
| CD  |                                     |                |               |          |  |
| N.º | Título                              | Música         | Arreglista(s) | Duración |  |
| 1.  | «Bridge to the sky»                 | Yuta Nakano    | Yuta Nakano   | 1:42     |  |
| 2.  | «NEXT LEVEL»                        | D.A.I          | HΛL           | 4:29     |  |
| 3.  | «Disco-munication» (instrumental)   | CMJK           | CMJK          | 1:32     |  |
| 4.  | «EnergizE»                          | Yuta Nakano    | CMJK          | 4:31     |  |
| 5.  | «Sparkle»                           | Kazuhiro Hara  | CMJK          | 4:30     |  |
| 6.  | «rollin'»                           | Yuta Nakano    | CMJK          | 5:04     |  |
| 7.  | «GREEN»                             | Tetsuya Yukumi | tasuku        | 4:49     |  |
| 8.  | «Load of the SHUGYO» (instrumental) | CMJK           | CMJK          | 1:31     |  |
| 9.  | «identity»                          | Yuta Nakano    | Yuta Nakano   | 4:18     |  |
| 10. | «Rule»                              | Miki Watanabe  | HΛL           | 4:09     |  |
| 11. | «LOVE 'n' HATE»                     | Yuta Nakano    | Yuta Nakano   | 3:51     |  |
| 12. | «Pieces of SEVEN» (instrumental)    | HΛL            | HΛL           | 2:31     |  |
| 13. | «Days»                              | Kunio Tago     | HΛL           | 5:03     |  |
| 14. | «Curtain Call»                      | Kazuhiro Hara  | Yuta Nakano   | 3:44     |  |

| CD2: LIVE CD from “PREMIUM COUNTDOWN LIVE 2008-2009“ |                      |          |  |
| N.º                                                  | Título               | Duración |  |
| 1.                                                   | «GREEN»              | 4:52     |  |
| 2.                                                   | «Will»               | 6:29     |  |
| 3.                                                   | «End of the World»   | 4:43     |  |
| 4.                                                   | «Heartplace»         | 7:03     |  |
| 5.                                                   | «And Then»           | 2:25     |  |
| 6.                                                   | «Naturally»          | 3:31     |  |
| 7.                                                   | «POWDER SNOW»        | 4:39     |  |
| 8.                                                   | «HOPE or PAIN»       | 4:27     |  |
| 9.                                                   | «Over»               | 5:10     |  |
| 10.                                                  | «SCAR»               | 7:01     |  |
| 11.                                                  | «SIGNAL»             | 2:25     |  |
| 12.                                                  | «Hana»               | 1:49     |  |
| 13.                                                  | «too late»           | 4:10     |  |
| 14.                                                  | «everywhere nowhere» | 3:40     |  |
| 15.                                                  | «Days»               | 5:05     |  |
| 16.                                                  | «For My Dear…»       | 4:41     |  |

| DVD |                              |              |          |  |
| N.º | Título                       | Director(es) | Duración |  |
| 1.  | «Days» (videoclip)           |              | 5:20     |  |
| 2.  | «GREEN» (videoclip)          |              | 5:32     |  |
| 3.  | «Rule» (videoclip)           |              | 4:27     |  |
| 4.  | «Sparkle» (videoclip)        |              | 4:44     |  |
| 5.  | «NEXT LEVEL» (videoclip)     |              | 4:31     |  |
| 6.  | «Curtain call» (videoclip)   |              | 3:48     |  |
| 7.  | «Days» (making clip)         |              | 3:54     |  |
| 8.  | «GREEN» (making clip)        |              | 3:59     |  |
| 9.  | «Rule» (making clip)         |              | 3:17     |  |
| 10. | «Sparkle» (making clip)      |              | 3:29     |  |
| 11. | «NEXT LEVEL» (making clip)   |              | 4:37     |  |
| 12. | «Curtain call» (making clip) |              | 3:12     |  |

## Posicionamiento
| Listas               | Máxima Posición | Ventas Totales | Tiempo En Lista |
| -------------------- | --------------- | -------------- | --------------- |
| Oricon Daily Chart   | 1               | 99 200         | 30 semanas      |
| Oricon Weekly Chart  | 1               | 240 810        | 30 semanas      |
| Oricon Monthly Chart | 1               | 379 989        | 30 semanas      |
| Oricon Yearly Chart  | 16              |                | 30 semanas      |

| Antecesor | Álbumes Originales de Ayumi Hamasaki | Sucesor            |
| --------- | ------------------------------------ | ------------------ |
| GUILTY    | Álbumes Originales de Ayumi Hamasaki | Rock'n'Roll Circus |

- Datos: Q607271